# Trekproef

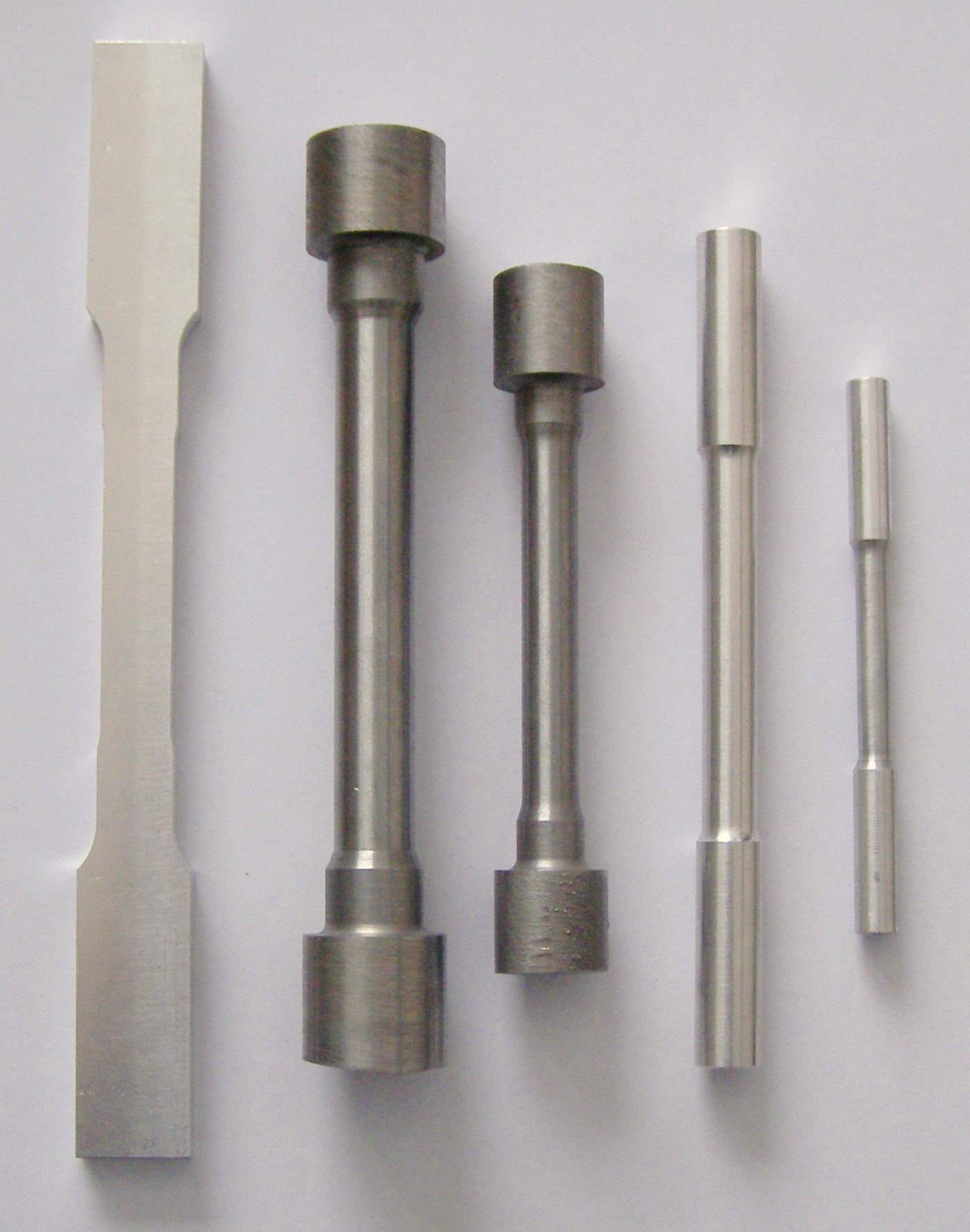
Proefstaafjes voor het opnemen van een spanning-rekdiagram

Een trekproef is een mechanische materiaalproef uit de materiaalkunde, waarbij een aantal materiaaleigenschappen van een materiaal worden gemeten in een universele trekbank. 
Bij deze trekproef wordt een monster, in de vorm van een genormaliseerde proefstaaf, in een trekbank geplaatst en vastgezet tussen twee klemmen. Door een hydraulische of spindelaandrijving wordt het monster onder belasting gebracht. De uitgeoefende één-assige trekkracht wordt gemeten met een krachtmeetcel, en de verlenging van de staaf met een rekmeter of extensiometer.
De meeste trekproeven zijn bewegingsgestuurd, dit wil zeggen dat een bepaalde rek opgelegd wordt aan het proefstuk. Hierdoor kan de spanning afnemen naarmate de proef vordert. Spanningsgestuurde proeven vergen duurder apparatuur die de spanning in de vijzels aanpassen, zelfs als het materiaal plots sterk uitzet. Een dalende spanning is hier niet mogelijk.

## Diagram

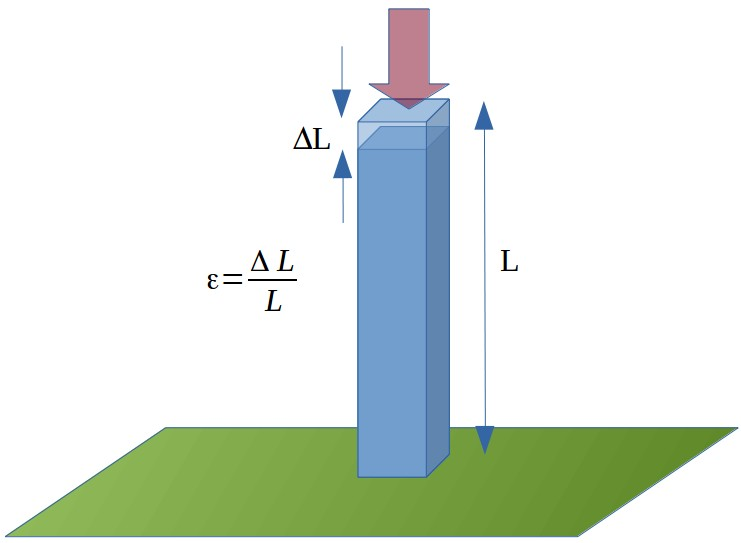
Overzicht van rek

Het verloop van een trekproef wordt meestal weergegeven in een grafiek, het zogeheten spanning-rekdiagram, waarbij verticaal de nominale spanning {\textstyle (\sigma _{0}=F/A_{0})} op de proefstaaf wordt uitgezet en horizontaal meestal de resulterende rek van de proefstaaf {\textstyle (\varepsilon =\Delta L/L_{0})}.
De nominale spanning is de opgelegde belasting in newton, gedeeld door de oorspronkelijke dwarsdoorsnede van de proefstaaf in mm². Rek is gedefinieerd als de gemeten verlenging gedeeld door de beginlengte van de proefstaaf.
Uit een trekproef worden materiaaleigenschappen verkregen welke vooral voor de ontwerper van belang zijn, zoals elasticiteitsmodulus, elasticiteitsgrens (vloeigrens, 0,2%rekgrens), treksterkte en breukrek.

## Trekproef voor metalen
Onderstaand volgt een beschrijving van een trekproef zoals die op metalen (bijvoorbeeld constructiestaal) wordt uitgevoerd. Voor andersoortige materialen (keramiek, kunststoffen) verlopen dergelijke proeven (deels) anders.
Door de uitgeoefende trekkracht op het monster zal de lengte {\displaystyle L_{0}} met een bedrag {\displaystyle \Delta L} toenemen. Het verband tussen de opgelegde belasting en de optredende verlenging is in eerste instantie lineair.
De proefstaaf rekt hier elastisch. Indien in dit elastisch gebied de belasting zou worden weggenomen zou de staaf weer terugveren naar de oorspronkelijke beginlengte {\displaystyle L_{0}}. Bij het bereiken van de elasticiteitsgrens begint het materiaal plastisch (permanent) te vervormen. Voor het rekken van de proefstaaf is een voortdurend hogere belasting nodig.
Het materiaal verstevigt. Alle metalen vertonen dit gedrag in min of meerdere mate. Op een zeker moment bereikt, tijdens de trekproef, de opgelegde belasting een maximum, de treksterkte. Voor dit maximum is de vervorming van de proefstaaf gelijkmatig verdeeld over de staaf. Bij vrijwel gelijkblijvend volume van de staaf wordt de toenemende lengte gecompenseerd door een afnemende diameter (=dwarscontractie).
Voorbij het maximum begint het materiaal in te snoeren. Bij vervormingsgestuurde proeven vertaalt dit zich door een daling van de spanning in de staaf. Het einde van de proef wordt gemarkeerd door een luide knal: het breken van de staaf.